# Henryk Maria Fukier

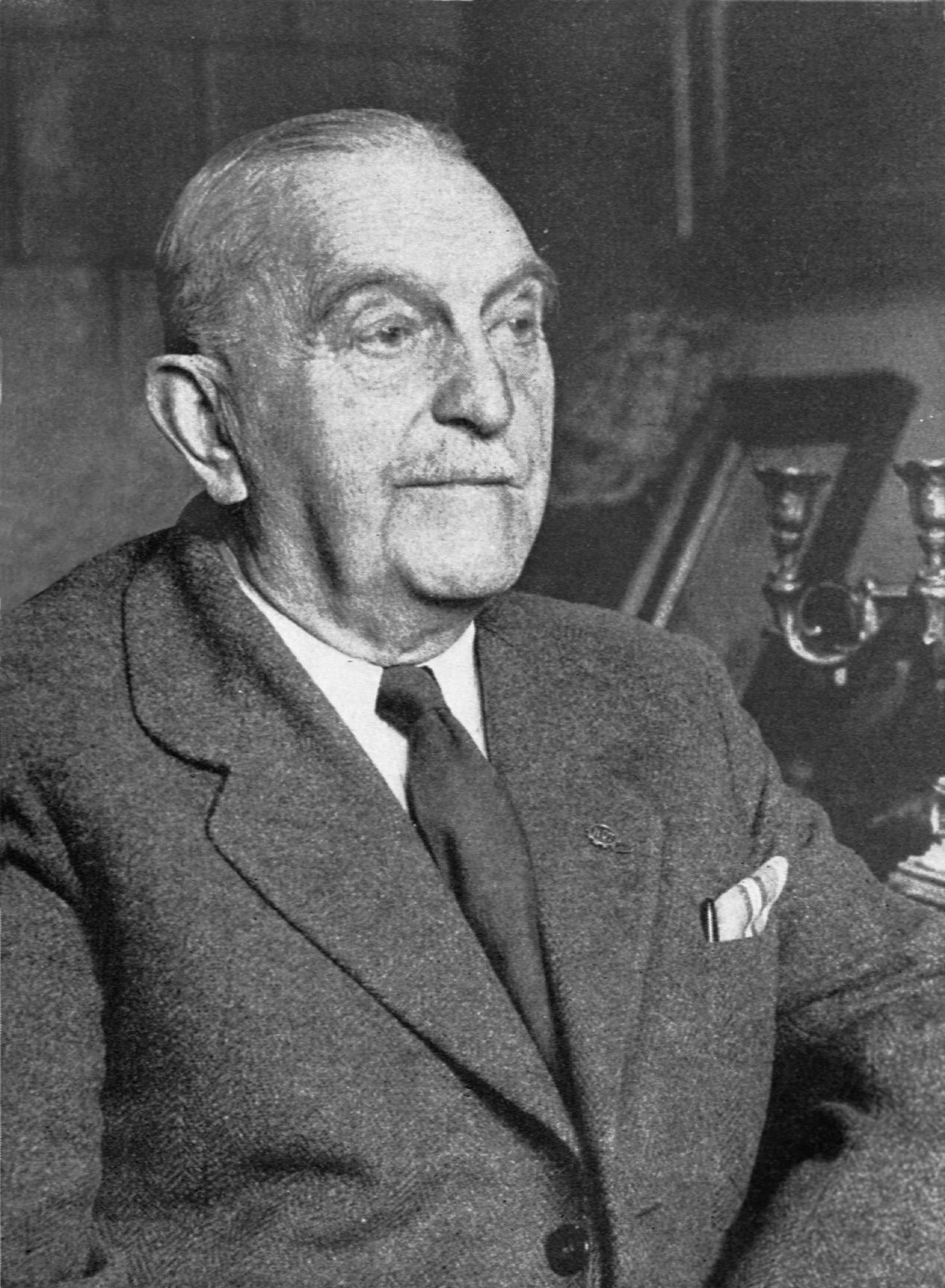
Henryk Maria Fukier

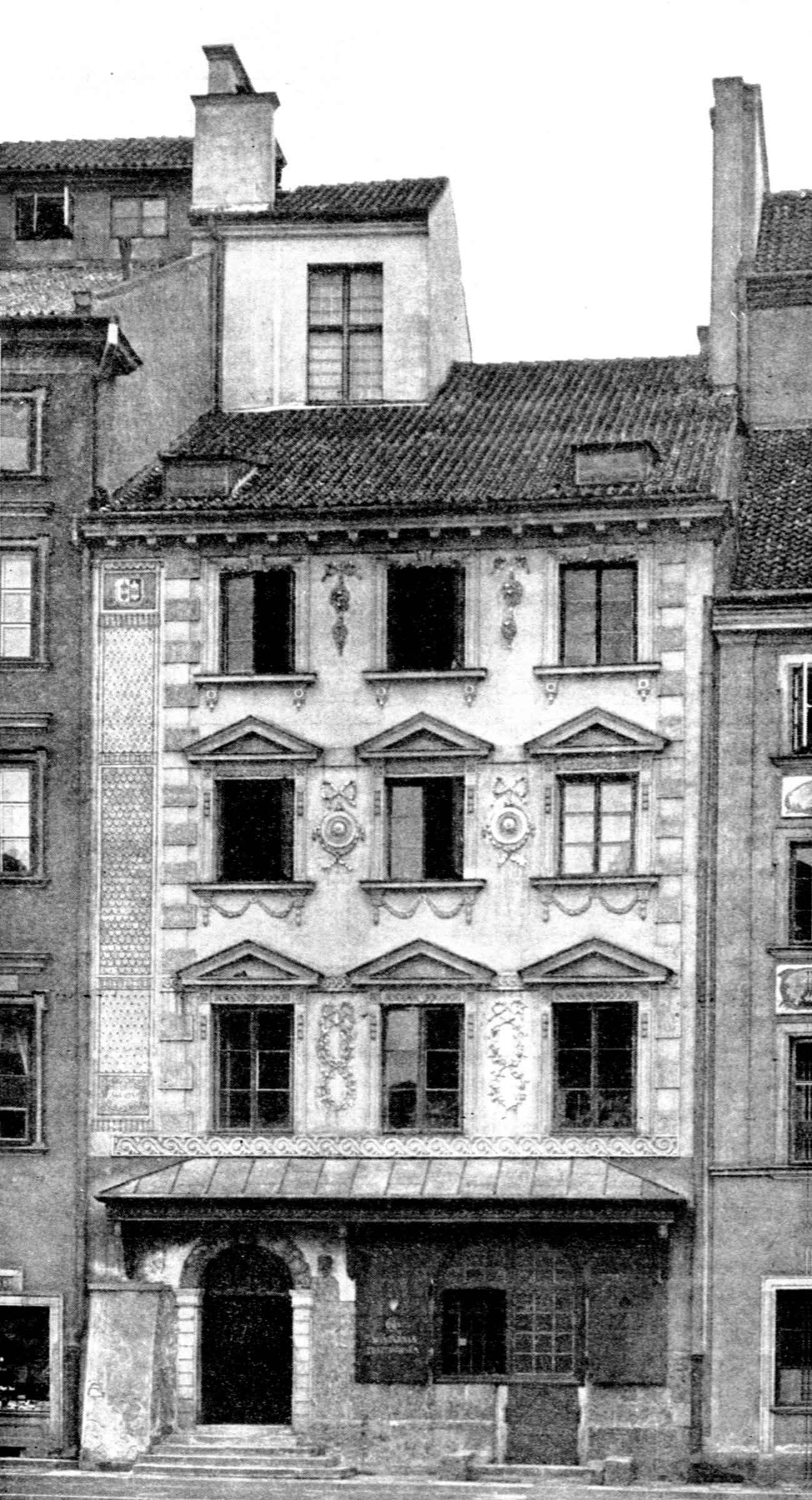
Fuggerhaus Warschau
nach dem Wiederaufbau 1953

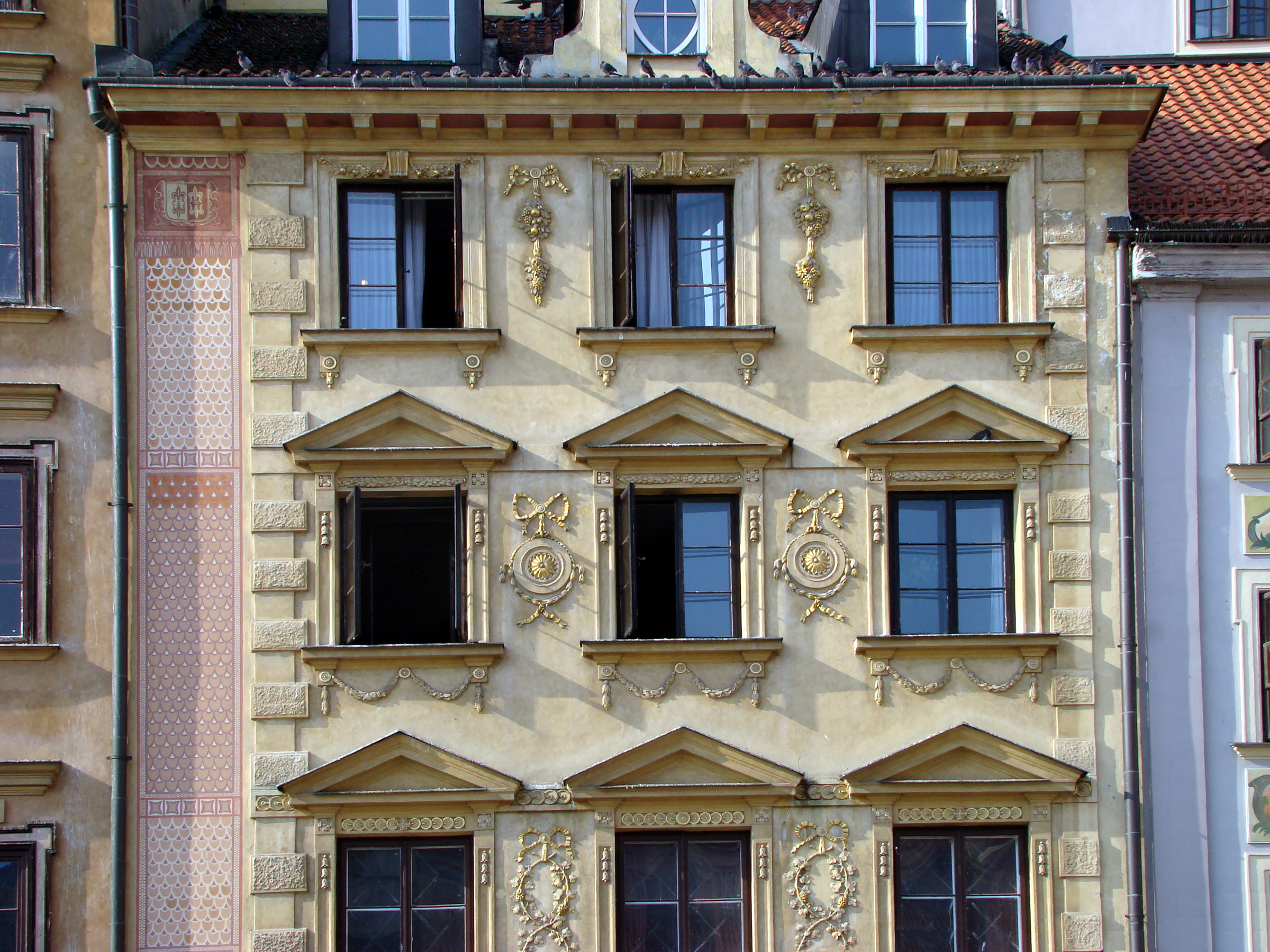
Fuggerhaus Warschau 2009

Henryk Maria Fukier (* 1886 in Warschau; † 27. April 1959 ebenda) war ein polnischer Kaufmann und der letzte Nachkomme der deutschstämmigen Warschauer Fukier-Sippe, ehemaliger Besitzer des Weinkellers am Marktplatz der Warschauer Altstadt.

## Familiengeschichte
Die Warschauer Fukier-Familie unterhielt Kontakte mit den Augsburger Fuggern, ihre Mitglieder siegelten sogar mit dem Lilienwappen der Fugger. Ein solider und belastbarer Beweis für eine genealogische Verbindung zu den Augsburger Fuggern konnte jedoch von der Familie Fukier nicht erbracht werden. 
Der Begründer der Fukier-Familie war Jerzy (Georg) Fugger aus Nürnberg, der als Georgius Focker de Nerberg 1515 in das Verzeichnis Warschauer Bürger eingetragen wurde. Vater des Jerzy (Georg) Fugger war der Nürnberger Krämer Hans Focker, seine Mutter war Christina Focker, geborene Webler-Schüsler. Jerzy (Georg) Fugger wurde in Warschau 1523 zum Schöffen und 1528 zum Schöffen-Senioren gewählt, 1537 wurde er Stadtrat von Warschau. Seine Nachkommen in den nächsten Generationen waren:
- Mikołaj (Nikolaus), † 1566
- Michał (Michael), † 1625
- Marcin (Martin), † 1656
- Stanisław Maria (Stanislaus Maria), † 1695
- Sebastian (Sebastian), † 1746
- Jan-Marcin (Hans-Martin), † 1794
- Antoni Wit (Anton-Veit), † 1806
- Florian (Florian), † 1836
- Teofil Florian (Theophil Florian), * 1816, † 1891
- Henryk (Heinrich), * 1847, † 1907

Das letzte Mitglied der Fukier-Sippe war der kinderlos gebliebene Henryk Maria Fukier (* 1886; † 27. April 1959).
Er war Besitzer des Weinkellers in dem Familiensitz am Altstadt-Marktplatz (Rynek Starego Miasta 27, Piwna 44), Kunstkenner und Mitglied der Gesellschaft zur Pflege der Denkmäler der Vergangenheit. 1926 spendete er eine beträchtliche Sammlung antiker Kunstgegenstände aus dem Familienbesitz für das Krakauer Wawel-Königsschloss.
Zu Beginn des Zweiten Weltkriegs verlor Henryk Maria Fukier sein ganzes Vermögen. Am 6. bis 8. Oktober 1939 beschlagnahmten die Nazi-Behörden den ganzen Inhalt der Weinkeller, darunter seltene Weine aus dem 17. Jahrhundert. Fukier verlor 1944 sein Haus bei der Zerstörung im Warschauer Aufstand und erhielt es auch nach dem Wiederaufbau nicht zurück. Er wurde Angestellter im staatlichen Weinhandelsunternehmen und Berater bei der Veranstaltung von offiziellen Empfängen im Ministerrat der Volksrepublik Polen.

## Das Fuggerhaus Warschau
Koordinaten: 52° 14′ 59″ N, 21° 0′ 42″ O
Die Geschichte des Fuggerhauses Warschau (poln. Kamienica Fukierowska) ist untrennbar mit der Geschichte der Fukier-Sippe verbunden.
Das Haus mit zwei Anschriften: Rynek Starego Miasta 27 und Piwna 44, mit einer nur drei Fenster breiten Fassade wurde wahrscheinlich im 15. Jahrhundert an Stelle zweier Holzhäuser errichtet. Seitdem hat es mehrmals seine Besitzer gewechselt. Im Jahre 1782 wurde es gründlich nach dem Entwurf des Architekten Simon Gottlieb Zug umgebaut und in diesem Zustand wurde es 1810 vom Mitglied der Fukier-Familie, Florian erworben, der im Erdgeschoss eine Weinstube und im Untergeschoss einen Weinkeller errichtete. Das Angebot umfasste hauptsächlich ungarische Weine, aber auch Honigweine polnischer Herstellung. Im Jahre 1818 wurde das Hauptportal erneuert, 1859 wurden die Kellerräume benachbarter Häuser angeschlossen, im Jahre 1928 wurde die Fassade mit Fresken nach dem Entwurf von Stanisław Kazimierz Ostrowski bemalt.
Im Jahre 1916 besuchte Fürst Karl Maria von Babenhausen das Warschauer Fukier-Domizil.
Das Fuggerhaus wurde im September 1939 beschädigt und im Warschauer Aufstand 1944 total zerstört. Es blieben nur das Untergeschoss erhalten sowie Fragmente der Vorderwand mit den Portalen und Fragmente des Erdgeschossgewölbes. Das Fuggerhaus wurde 1947 bis 1953 nach dem Entwurf des Architekten Wacław Podlewski wiederaufgebaut. Es wurde der Zustand des Baukörpers und der Fassade aus dem Jahre 1782 wiederhergestellt, mit dem Arkadenhof und neu entworfenen Innenräumen. 1969 wurde im Dachgeschoss eine Wohnung eingerichtet.
Gegenwärtig befindet sich seit 1991 im Erd- und Untergeschoss das Restaurant „U Fukiera“, betrieben von Magda Gessler. In den Obergeschossen befinden sich u. a. der Sitz der Kunsthistoriker-Gesellschaft sowie in zwei Räumen das Henryk-Fukier-Weinkundemuseum.